# 기름지느러미

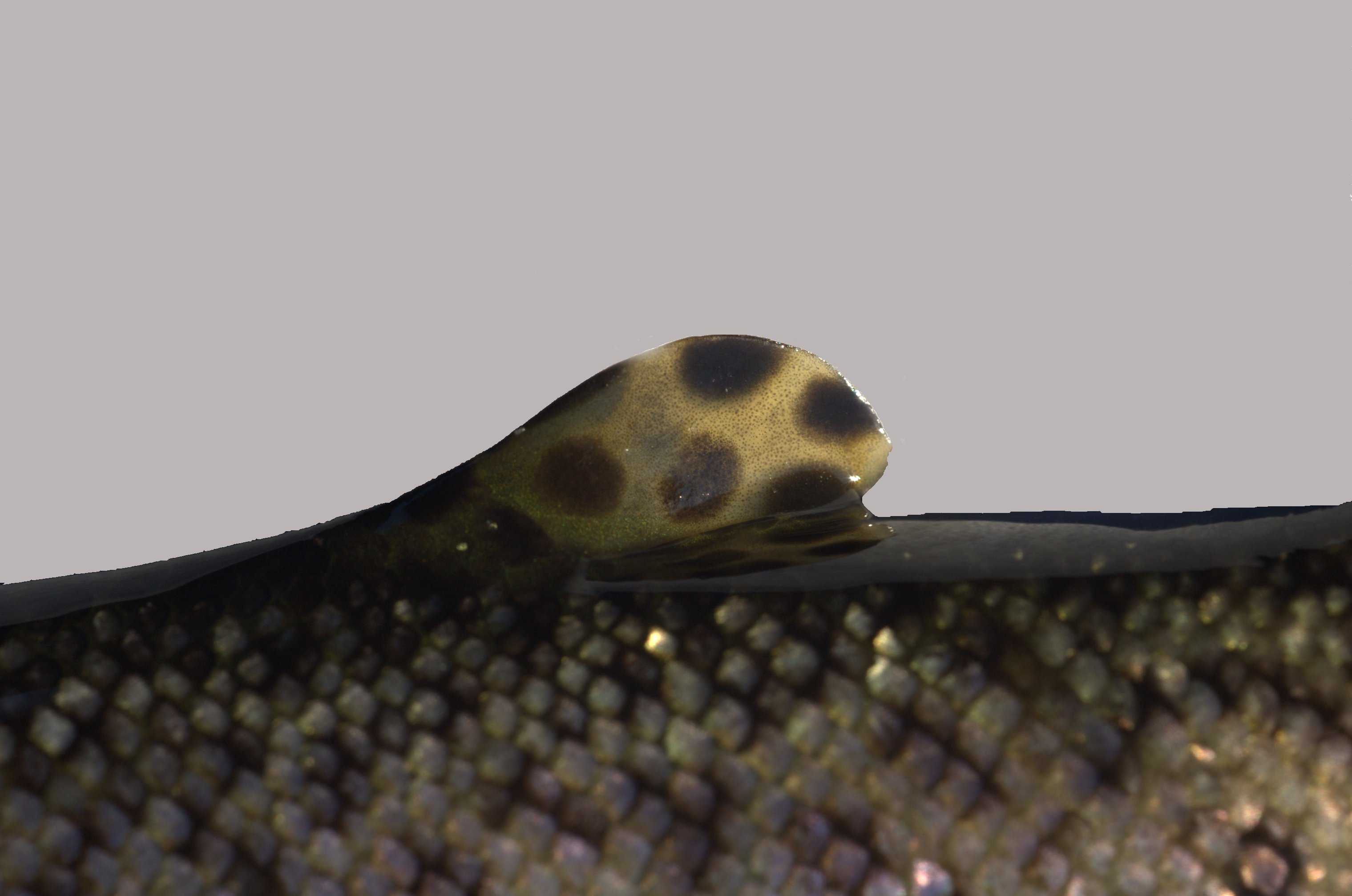
무지개송어의 기름지느러미

기름지느러미는 등지느러미 뒤쪽에 있는 지느러미로, 연골 없이 육질로만 되어 있는 작고 둥근 지느러미를 말한다. 송어와 연어 등 연어과 어류와 은어와 빙어 등 바다빙어과 어류에서 볼 수 있다.

## 같이 보기
- 지느러미
- 송어